# Palazzo Comunale (Alcamo)
Il Palazzo Comunale di Alcamo (provincia di Trapani), chiamato anche Il Municipio, è un edificio storico e pubblico: si trova nella Piazza Ciullo. 

## Storia
Nel 1842, a causa dei continui trasferimenti della sede del Comune, il sindaco pro-tempore, dottor Giovanni Ferrando, acquistò un magazzino nella piazza principale, allo scopo di costruirvi il palazzo municipale. La scelta di questo luogo era dovuta alla posizione ottimale rispetto al contesto urbano di allora.
La costruzione, su progetto dell’architetto Gaspare Di Giovanni, iniziò nel 1843; allo stesso subentrò l’ingegnere Francesco Palermo, coadiuvato dagli ingegneri Greco e Severino. L’edificio fu ultimato nel 1865 e gli uffici comunali vi furono sistemati l'anno seguente.
Il palazzo è stato interamente restaurato nel 1984.

## Descrizione
Il prospetto è di stile neoclassico: a piano terra si aprono due finestre con archi e il portone principale. Al primo e secondo piano si affacciano tre balconi che hanno delle mensole e ballatoi in pietra, dominati da un frontone e una ringhiera realizzata in ferro battuto.
Accanto al balcone centrale del secondo piano si trovano due tondi: in quello a destra c'è un'aquila, che rappresenta la città di Alcamo nel suo stemma.
La facciata si chiude con un cornicione; l'entrata presenta un portale in travertino con due lesene laterali; nell'androne c'è un soffitto a botte e le pareti presentano le incisioni di alcuni disegni realizzati nel 1962 dal pittore Gino Patti: sulla destra alcune opere della città come la Chiesa di San Tommaso, il palazzo De Ballis, il Castello e il Contrasto "Rosa fresca aulentissima" di Cielo d’Alcamo,  mentre a sinistra si vedono alcune case di Alcamo.
Per accedere al primo piano si attraversa un ingresso con arco e quattro colonne di marmo; sopra l'arco c'è una lapide con un'iscrizione a ricordo della proclamazione della Repubblica Italiana (1946); sul lato sinistro un'altra lapide che ricorda il plebisciti del 1860 per l'annessione al Regno d'Italia, collocata nel 1875, e una terza a destra in memoria degli alcamesi caduti nel 1860 durante i moti rivoluzionari (Giuseppe Fazio, Liborio Vallone e Francesco Casarubea).
Nel 1910 (nel 50º anniversario dei moti rivoluzionari del 1860), ai lati del balcone principale del primo piano, sono state collocate due lapidi a ricordo dell’impresa dei fratelli Stefano e Giuseppe Triolo baroni di Sant'Anna: quella a sinistra ricorda la rivolta del 6 aprile, quella a destra l’eroismo dei due fratelli Triolo.